# Kraglorikit
Kraglorikit (Vini solitaria) är en fågel i familjen östpapegojor inom ordningen papegojfåglar.

## Utbredning och systematik
Fågeln förekommer i låglänta skogar vid kusten på Fiji. Den behandlas som monotypisk, det vill säga att den inte delas in i några underarter.

### Släktestillhörighet
Arten placeras traditionellt som enda art i släktet Phigys. Genetiska studier visar dock att den är en del av släktet Vini. Den förs därför numera dit. Även det svenska trivialnamnet har justerats från tidigare kraglori för att harmonisera med övriga arter i Vini. 

## Status
IUCN kategoriserar arten som livskraftig.

## Bilder

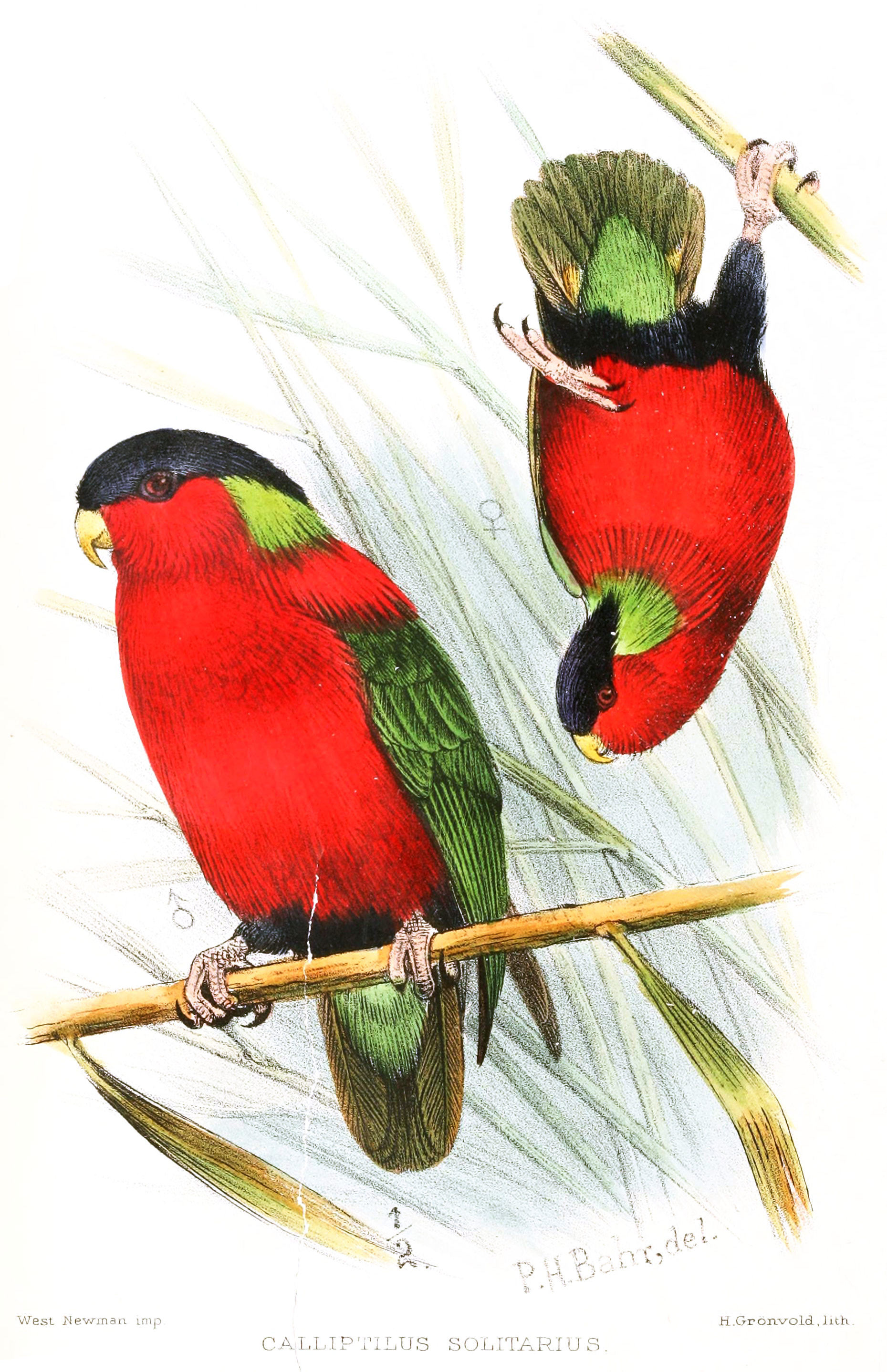
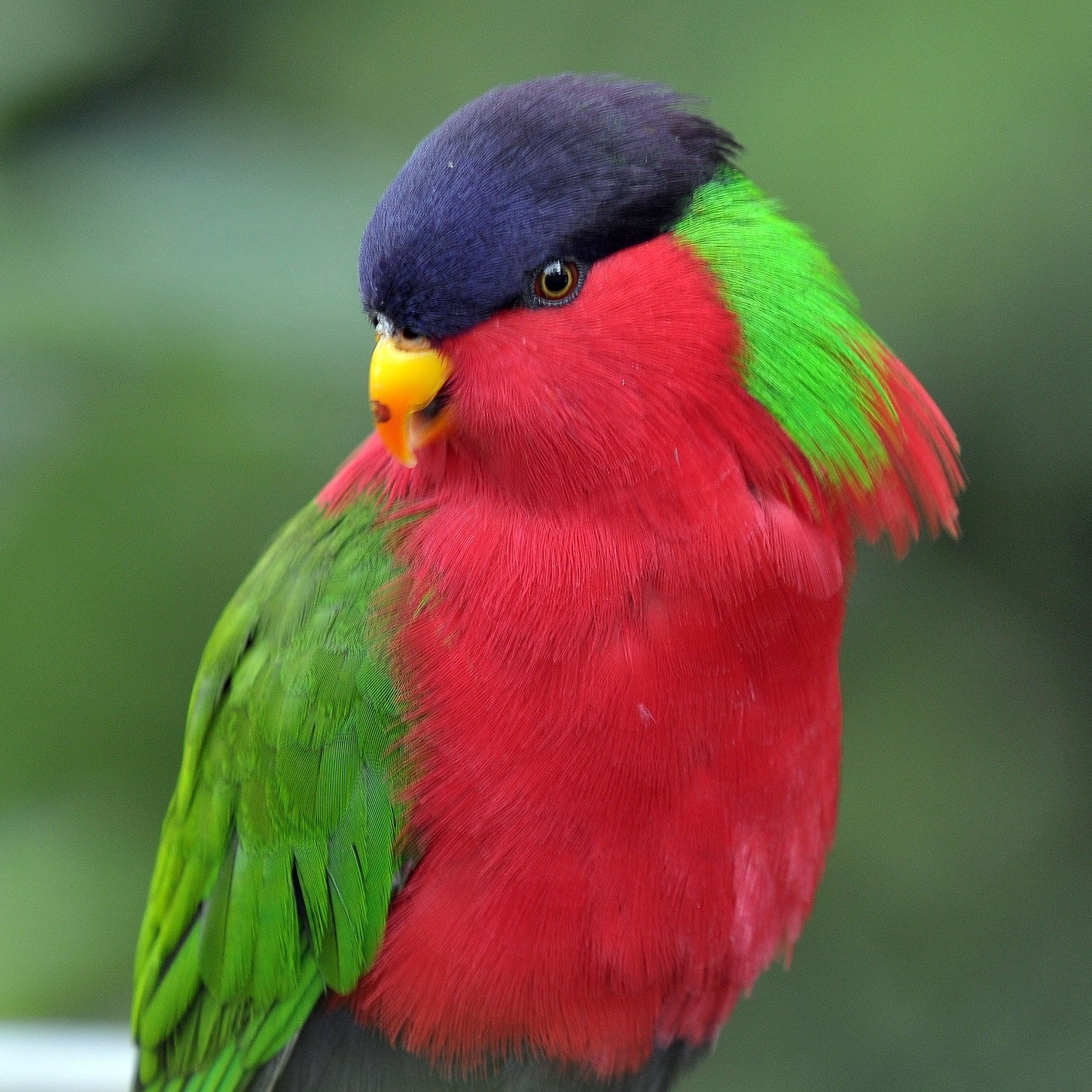
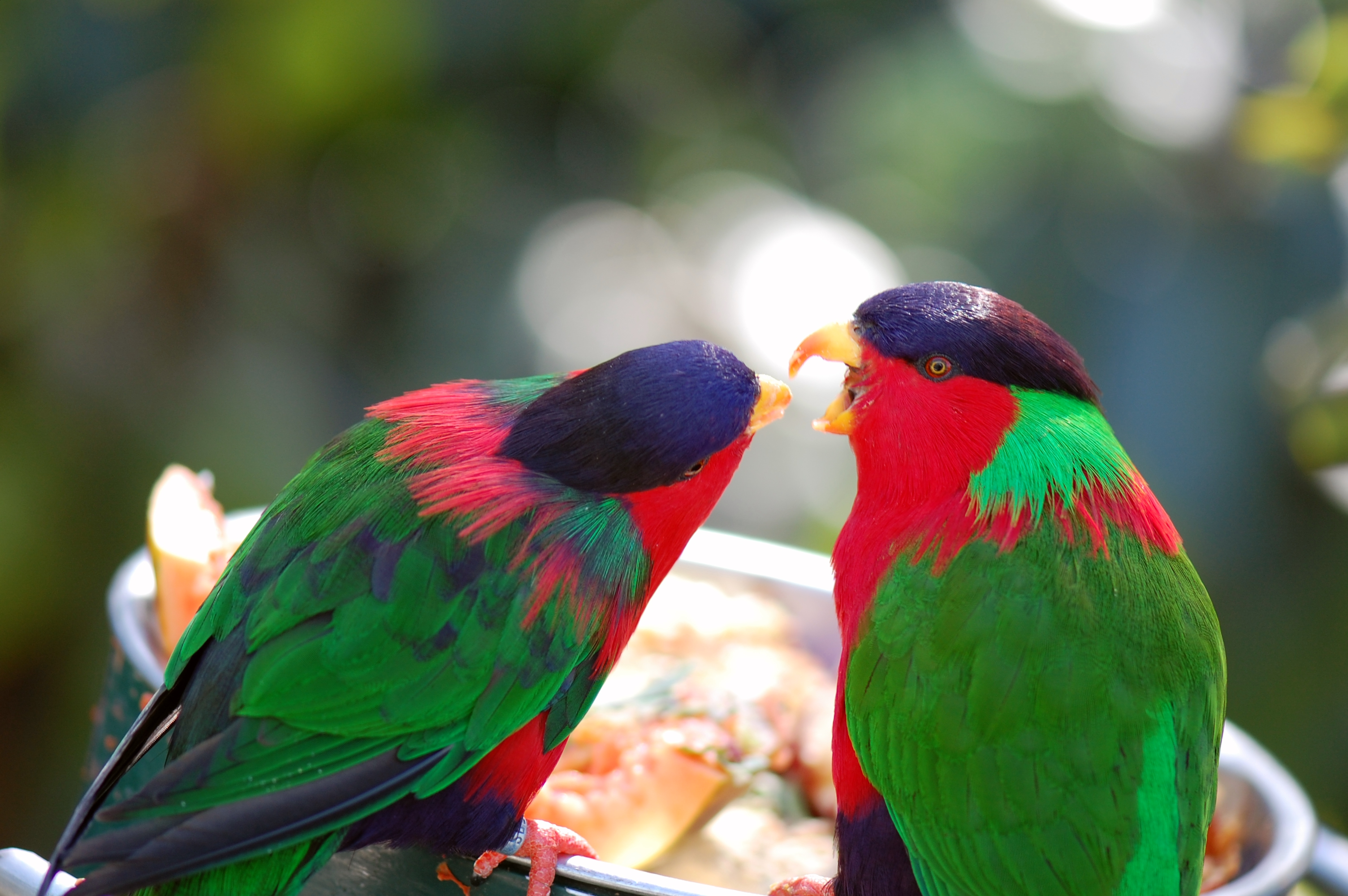